# Vaszary Emlékház
A Vaszary Emlékház Kaposvár egyik klasszicista műemléképülete, mely Vaszary János festőművész életművét bemutató kiállításnak ad otthont.

## Története
A ház 1833-ban épült Török Ferenc tervei alapján. Amikor az 1860-as évek közepén Vaszary Mihály és bátyja Budapestről Kaposvárra költözött, ezt az épületet vásárolták meg. Itt született meg 1867-ben Vaszary Mihály fia, Vaszary János, a híres festőművész, aki az elemi iskolát és a gimnázium első négy osztályát is Kaposváron végezte. Az ő emlékére helyezett el egy emléktáblát az épület falán 1947-ben a város és a Berzsenyi Társaság. 2003-ra a Kulturális Örökségvédelmi Hivatal és a város segítségével felújították a házat, majd még abban az évben május 23-án (aznap, amikor Kaposváron megnyílt az első Festők Városa Hangulatfesztivál) a Magyar Nemzeti Galéria támogatásával felavatták a Vaszary Emlékházat is. 2007-ben újabb emléktáblát kapott a festő: ezúttal az épületen belül avatott fel egyet Szita Károly polgármester és a megyei közgyűlés elnöke. Az emlékház és a festő életműve ebben az évben megkapta az Örökségünk – Somogyország Kincse címet is. 2012-ig itt működött az akkor átszervezett és átnevezett Kulturális Örökségvédelmi Hivatal helyi irodája is.

## Az épület
A klasszicista stílusú ház három utcai szobával és egy bolthajtásos tornácról nyíló udvari szárnnyal rendelkezik, így alaprajza L alakú. (A tornácot később beüvegezték.) Az utcai kapukeret hasonló zárópárkánnyal bír, mint maga az épület, a kétszárnyú tömör fakapuba pedig íves záródású gyalogos kiskaput építettek. A benti előtérben és három szobájában ma a festő életművét bemutató kiállítás kapott helyet, 23 Budapestről kölcsönzött festménnyel.